# Joseph P. Lash
Joseph Paul Lash, né le 2 décembre 1909 à New York et mort le 22 août 1987 à Boston, est un activiste politique radical américain, journaliste et auteur.

## Biographie
Ami proche d'Eleanor Roosevelt, Lash a remporté le prix Pulitzer pour la biographie et le National Book Award in Biography pour Eleanor and Franklin (1971), le premier de deux volumes qu'il a écrits sur l'ancienne Première Dame.